# Сенат Берліну

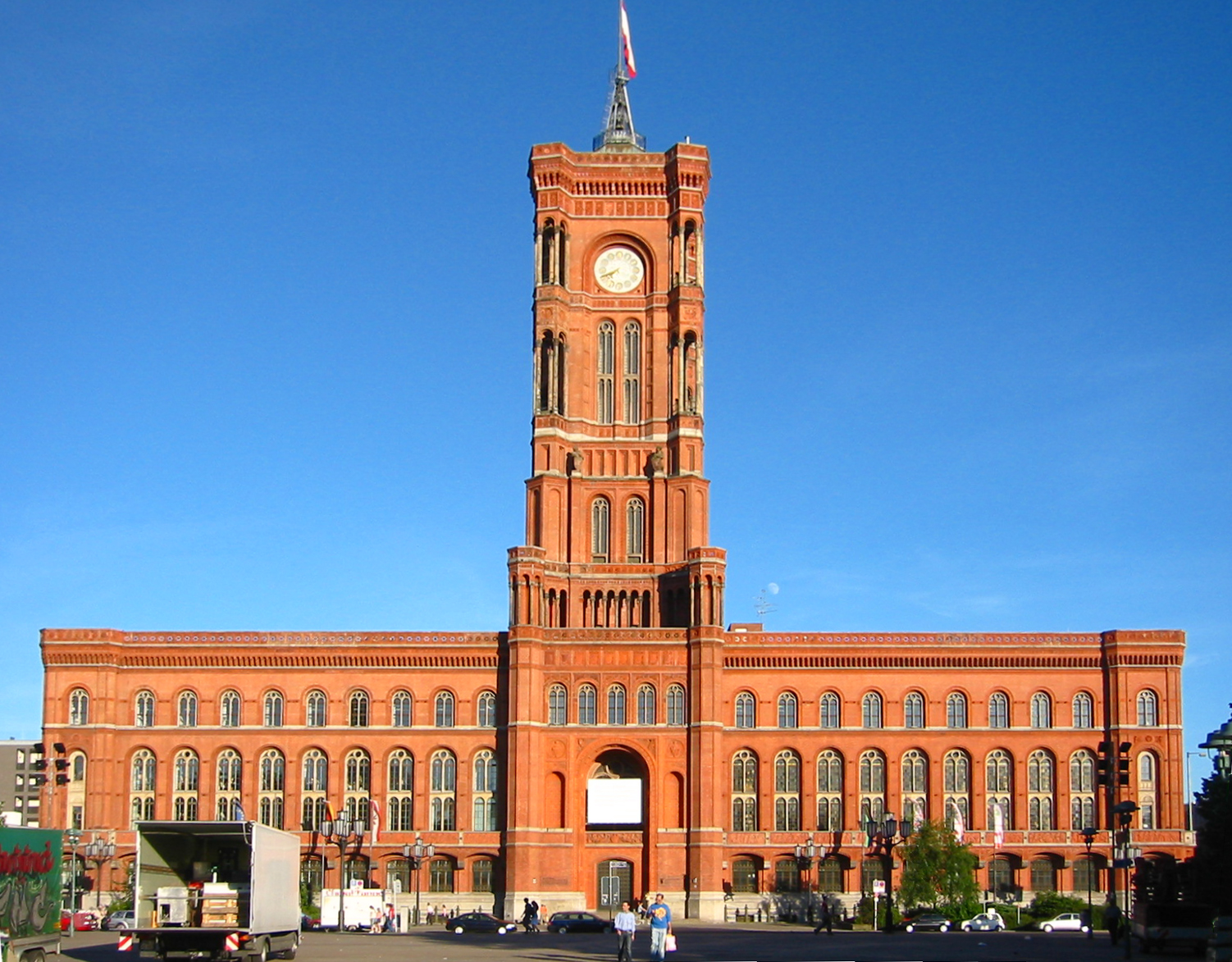
Червона ратуша. Тут засідає Сенат Берліна

Сенат Берліну (нім. Senat von Berlin) — назва уряду міста-землі Берлін. Сенат очолює бургомістр-правитель (нім. Regierender Bürgermeister), який водночас є міським головою Берліну. До складу Сенату входять сенатори Берліну. Кожний сенатор очолює профільне управління Сенату (нім. Senatsverwaltung) — аналог міністерства в інших федеральних землях. За станом на січень 2016 року Сенат налічує вісім управлінь, не рахуючи відокремленої канцелярії.